# Championnats d'Europe de gymnastique aérobic
Les Championnats d'Europe de gymnastique aérobic sont créés en 2001 et alternent chaque année avec les Championnats du monde.

## Éditions
| N°   | Édition | Ville       | Pays               | Date                       |
| ---- | ------- | ----------- | ------------------ | -------------------------- |
| XII  | 2021    | Pesaro      | Italie             | du 17 au 19 septembre 2021 |
| XI   | 2019    | Bakou       | Azerbaïdjan        | du 24 au 26 mai 2019       |
| X    | 2017    | Ancône      | Italie             | du 22 au 24 septembre 2017 |
| IX   | 2015    | Elvas       | Portugal           | du 6 au 8 novembre 2015    |
| VIII | 2013    | Arques      | France             | du 7 au 10 novembre 2013   |
| VII  | 2011    | Bucarest    | Roumanie           |                            |
| VI   | 2009    | Liberec     | République tchèque |                            |
| V    | 2007    | Szombathely | Hongrie            |                            |
| IV   | 2005    | Coimbra     | Portugal           |                            |
| III  | 2003    | Debrecen    | Hongrie            |                            |
| II   | 2001    | Saragosse   | Espagne            |                            |
| I    | 1999    | Birmingham  | Royaume-Uni        |                            |

## Disciplines
- On distingue les catégories Solo (feminin et masculin), duo mixte, trio, et groupe.